# Joaquim Català i Baier
Joaquim Català i Baier (Castelló de la Plana, 25 de març de 1744 - Monestir de Santa Maria de la Valldigna, Safor, novembre de 1816) fou un monjo cistercenc i hel·lenista valencià.
Fill del metge Vicente Català i de Maria Teresa Bayer, cursa a la Universitat de València els estudis de Filosofia i Lleis, es graduà en Arts a la mateixa universitat i es doctorà en Dret a la Universitat de Gandia. Va prendre els hàbits de monjo cistercenc al Monestir de Santa Maria de la Valldigna on va aprendre la llengua grega. Posteriorment acabaria sent catedràtic de grec a la Universitat de València, on exercí entre 1781 i 1801. Entre les seves publicacions es troben Exhortación al estudio de las lenguas orientales (1786), Método para facilitar leer las lenguas castellana y latina (1787) i Silabario metódico (1803).